# Asp (träd)

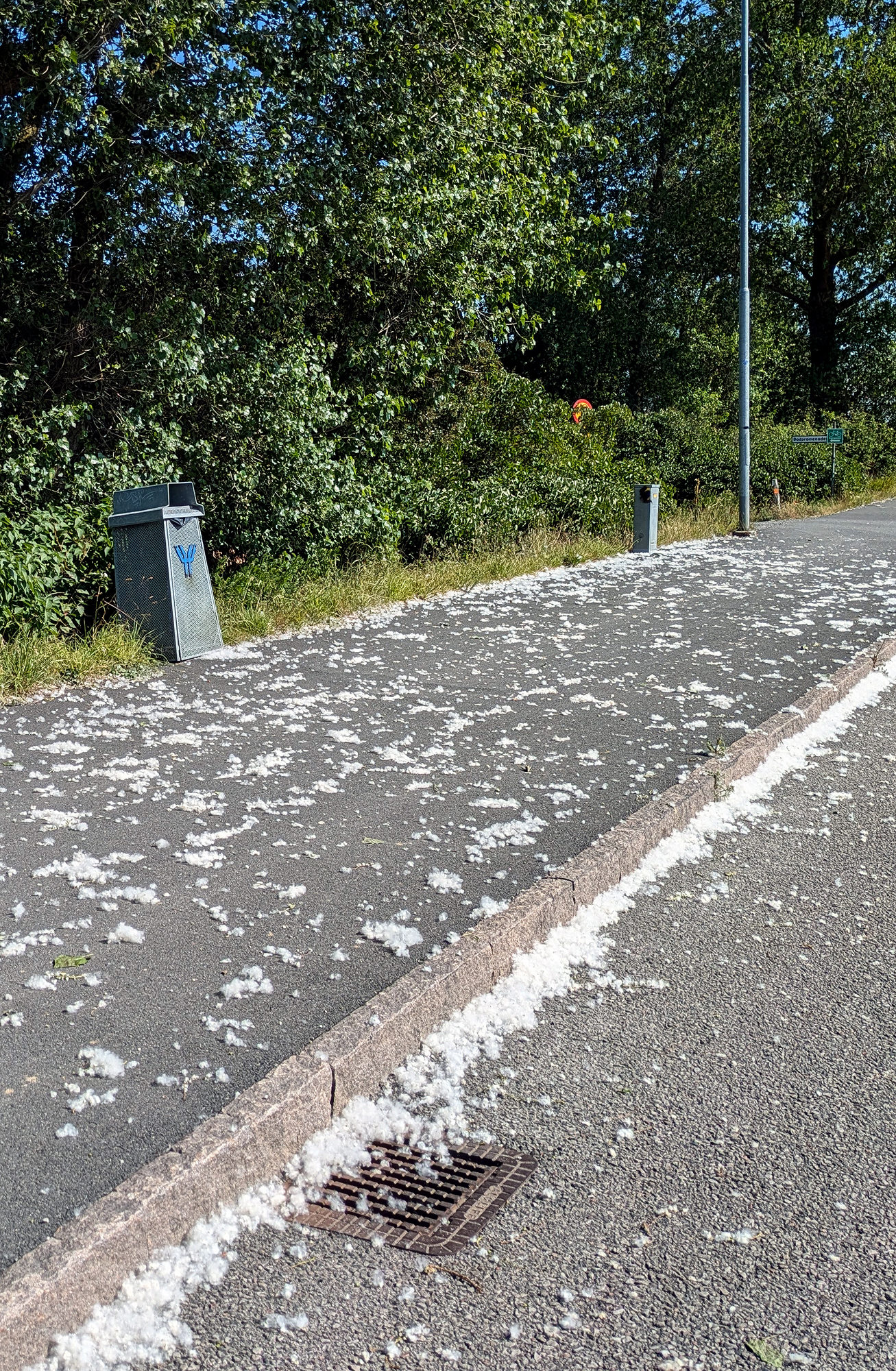
Efter blomning ligger aspens frön som snö på marken.

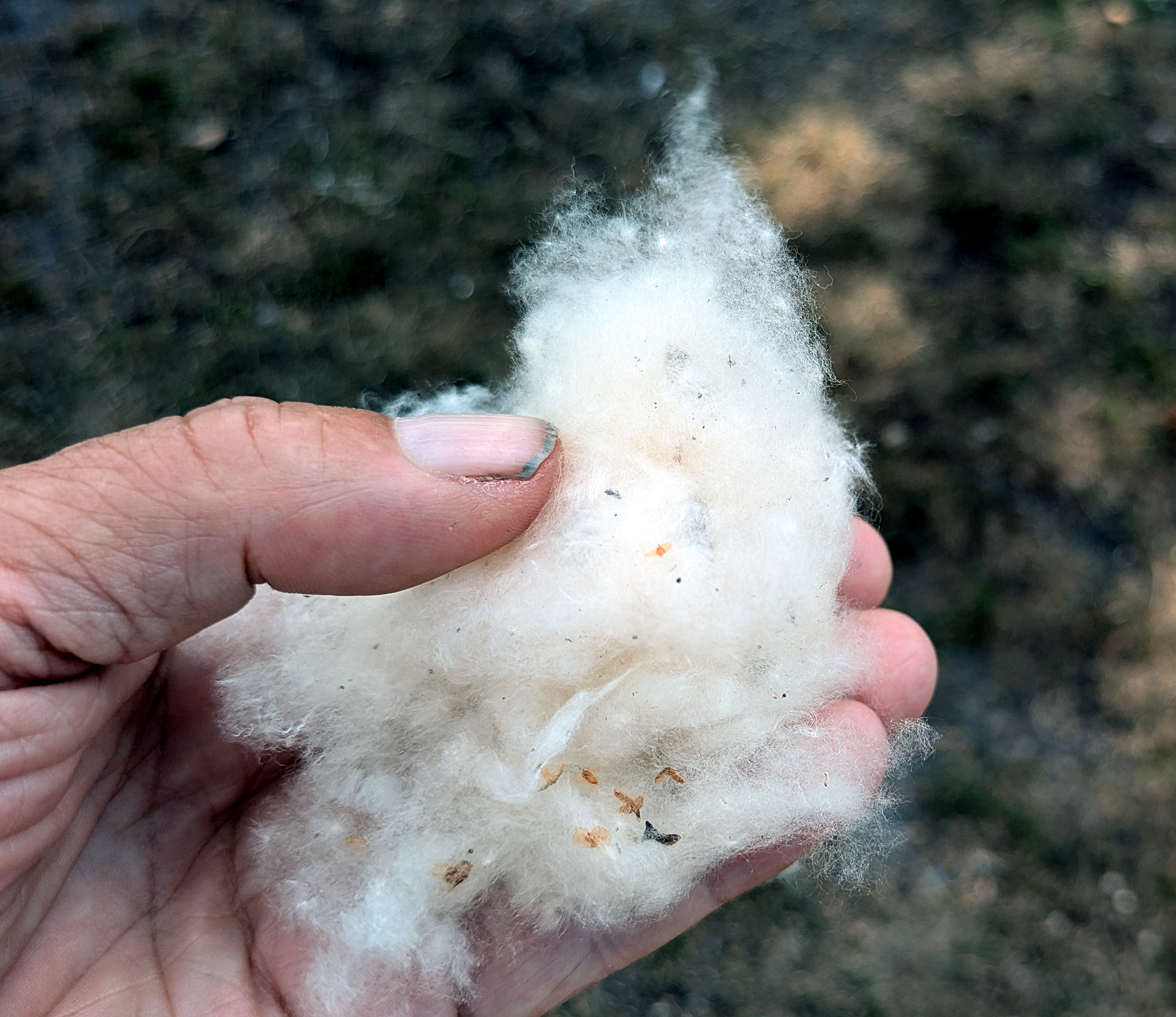
En tuss med aspfrön, påminner om bomull.

Asp (Populus tremula) är ett snabbväxande träd i poppelsläktet inom familjen videväxter. Det förekommer i tempererade Europa och österut till Kina och Japan, samt ett isolerat bestånd i Nordafrika, i Algeriet.
Asp finns i hela Sverige upp till trädgränsen och är den enda arten i släktet som betraktas som naturligt förekommande i landet.
Aspen är ett störningsgynnat trädslag som sprider sig efter brand och andra händelser som öppnar upp i skogen. Många arter är mer eller mindre beroende av aspen som föda, bo- och levnadsplats. Till exempel är den värd för minst 1 000 vedlevande arter, dvs. sådana som är knutna till döda träd.   
I Nordamerika finns en närbesläktad art, amerikansk asp (P. tremuloides), som skiljer sig bland annat på glesare tandning på löven. 
En korsning (hybrid) mellan P. tremula och P. tremuloides är det som kallas för hybridasp och denna anses växa snabbare, vara lätt att föryngra (självföryngring genom rotskott) och härdigare mot vissa svampangrepp än den vanliga aspen.

## Etymologi
Tremula kommer av latin tremulare = darra, med syftning på de lättrörliga bladen. I Småland kallas aspen espe, på Öland esp.
Med espe eller äspe menas också en aspdunge (jämför björke, en isolerad samling björkar; eke, en eklund).
Den svenska liknelsen "darra som ett asplöv" beskriver en person som är rädd.

## Historik
När inlandsisen började lämna södra Sverige kom de första trädslagen, asp, björk och sälg, in från Danmark. Invandring skedde främst under varmare perioder 10 800 till 8 900 f.Kr. Omkring 7 000 f.Kr. var aspen allmän i hela Götaland och omkring 3 000 f.Kr. hade den kommit upp mot fjälltrakterna. Idag finns aspen i hela landet upp till trädgränsen och är Jämtlands landskapsträd.

## Beskrivning
Aspen bildar lövfällande, påfallande raka träd på upp till 35 meter eller mer. I utsatta lägen kan de dock bli relativt busklika. Aspen växer på torra platser, i hagmark, på berg o.s.v. De långa, vågräta rötterna alstrar rotskott i mängd, som snabbt växer upp till täta dungar. Aspen har en stor fröproduktionsförmåga men aspens huvudsakliga förökningssätt är genom rotskott. Den kan bilda över 100 000 rotskott per hektar efter en avverkning. The Trembling Giant, också kallad Pando, är en koloni av amerikansk asp (P. tremuloides). Med sin storlek på 43,6 hektar och minst 14 000 år nämns Pando som den kanske största och en av de äldsta organismerna på jorden, och den antas ha ett massivt centralt rotsystem.
Barken är slät och förblir länge grönaktigt gulgrå; för sin saftighets skull gnags den ofta av på unga aspar av många djur. På stammen av fullvuxna aspar förekommer ofta gul vägglav.
Unga aspskott har hjärtformade, finsågade blad, men på gamla skott är bladskivan i det närmaste helt rund med buktad kant. Bladskivan blir 1,5 till 8 cm i diameter. Lövens höstfärger går från ljust klart gult till mörkt rött. 
Liksom övriga arter inom familjen är aspen en tvåbyggare. Men i motsats till till exempel Salix-arterna är den vindblommig och har både han- och honblommor i hängen (se plansch). Hanblommorna särskiljs på att hängena är ungefär dubbelt så långa som honhängena. Båda slagen blommor har en litet bägarlik kalk, samt handflikigt skärmblad, kantat av långa hår till vinterskydd för blommorna. Aspen blommar tidigt på våren, med början redan i april i Skåne fram till början av juni i Norrland. Veden är tämligen porös.

### Darrande blad
Asplövens lättrörlighet och ständiga dallring uppkommer på grund av att bladskaftet är tillplattat från sidorna och är långt i förhållande till den fasta, styva och tunga bladskivan. Därför faller skivan över åt höger eller vänster redan för en mycket svag vind utan att kunna stanna i något av dessa lägen. Aspen har också kortskaftade blad, som inte är i ständig rörelse; dessa blad har vid skivans bas två små skålformiga honungskörtlar, extraflorala nektarier, som lockar myror upp i trädets krona, vilka håller växten fri från andra insekter.
Den ständiga dallringen hindrar skadliga insekter från att få fäste på bladen. Däremot förekommer en svamp som angriper asplöven och förbrukar bladmassan, men lämnar alla nerver kvar. Följden blir genomskinliga löv som ger ett silverglänsande intryck.

### Avvikande former
- Pelarasp, även Älgaråsasp (Populus tremula 'Erecta' ) är en smal, pelarformig variant som härstammar från en aspdunge utanför västgötska Älgarås där det finns ett flertal exemplar av formen.[10] Pelaraspen förekommer även planterad i parker och privata trädgårdar i övriga Sverige. Den uppskattas som parkträd främst på grund av sitt utrymmessnåla växtsätt.
- Hängasp, Populus pendula, har nedåthängande grenar.
- Jätteasp, Populus gigas, blir särskilt hög.

## Ekologi
Aspen växer i låglandet och i bergstrakter upp till 2700 meter över havet. Arten behöver mycket ljus och den hittas därför ofta i öppna skogar. I Norge växer arten ofta i områden där även ekar, gran och bok finns. Aspen är i Skottland vanligast längs vattendrag tillsammans med arter av videsläktet, rönnsläktet, alsläktet och med trubbhagtorn samt andra buskar.
Eftersom aspen också sprider sig med rotskott kan man ofta se dungar med aspar där lövsprickningen "avslöjar" vilka rotskott som kommer ur samma rot. De nya skotten är ett och samma träd (samma individ), om än med flera stammar. Den etablerar sig gärna på övergivna åkrar, och råkar man få ett bestånd i potatislandet är den enda metoden att bli av med dem, att ringbarka hela beståndet, eftersom det skjuter upp nya rotskott inom några veckor om man bara kapar dem.
Gamla aspar är populära boplatser för fåglar och andra djur. Det ganska mjuka träet är lätt för hackspettar att bearbeta och i gamla hackspettsbon flyttar gärna ekorrar, fladdermöss, mårddjur och, i Finland och österut, även flygekorrar.  Många studier visar att döda aspar i öppna, solbelysta miljöer är viktiga för många arter. På beståndsnivå finns till exempel fler tickor (även rödlistade) på omkullfallna aspar på hyggen jämfört med inne i skogen. Man har räknat ihop 140 arter av mossor, lavar och svampar som växer på aspbark, och av dessa är 54 arter rödlistade. Den stora lövmängden ger en god jordmån när de förmultnat.

## Användning
Veden är vit, porös och lätt och lämpar sig inte som varaktigt byggnadsvirke. Men den brukar användas som panel och bastulavar. Aspen används framför allt till massaved, men har även stor betydelse som material till tändstickor tack vare sin raka fiberriktning, förmåga till spjälkning och att brinna bra. Tidigare var även tändsticksaskar tillverkade av aspfaner (numera kartong).
Historiskt sett har asp kommit till användning till stockbåten äsping, troligen för att virket är lätt att bearbeta med enkla handverktyg.

### Medicinsk användning
Inom folkmedicinen används asp till utvärtesbehandling som antiseptiskt medel och för invärtes bruk som medel mot feber. Det är glykosider, garvämnen, flavonoider, kanelsyrederivat och mineralsalter som är aktiva substanser. De delar av växten som används är bark, färska blad och blomknoppar.

## Status
Under historien minskade hela den europeiska populationen på grund av etablering av jordbruksmark och samhällen. Barken kan skadas av olika växtätare från djurvärlden. De mer uthärdliga hybriderna ersätter aspen i flera regioner. Olika svampar kan leva som parasiter på trädet men i de flesta fall klarar sig aspen ganska bra. Endast asptickan (Phellinus tremulae) kan döda äldre exemplar. Aspen är dessutom mellanvärd för svampen Melampsora populnea som orsakar sjukdomen asprost hos tallar. Främst i Kina angripas aspen och andra arter av poppelsläktet av asiatisk långhorning.
Trots dessa hot är aspen ett vanligt förekommande träd och hela beståndet listas av IUCN som livskraftig (LC).

## Galleri

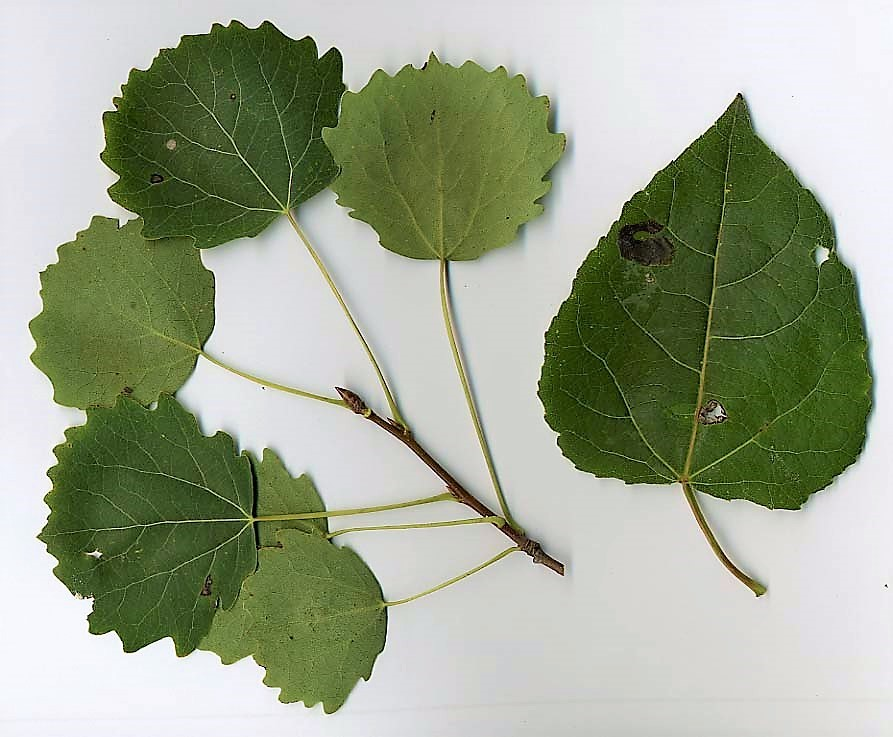
Typiska asplöv till vänster, och löv från ung planta till höger
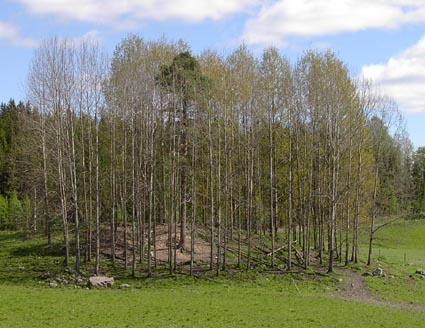
Aspar i olika fas. Ramsberg
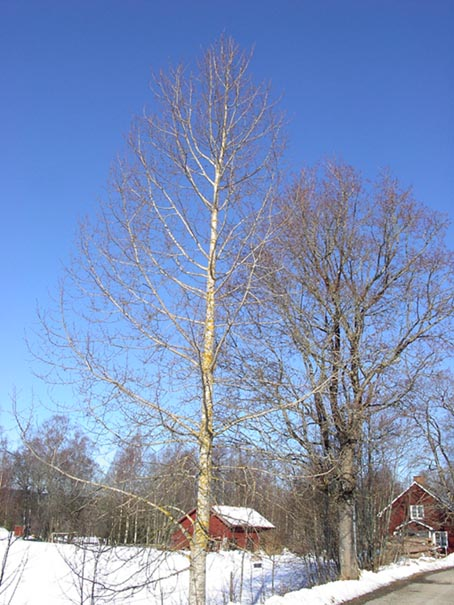
Asp om vintern är, med sina spetsiga och välvda uppåtsträvande grenar, snarlik ask
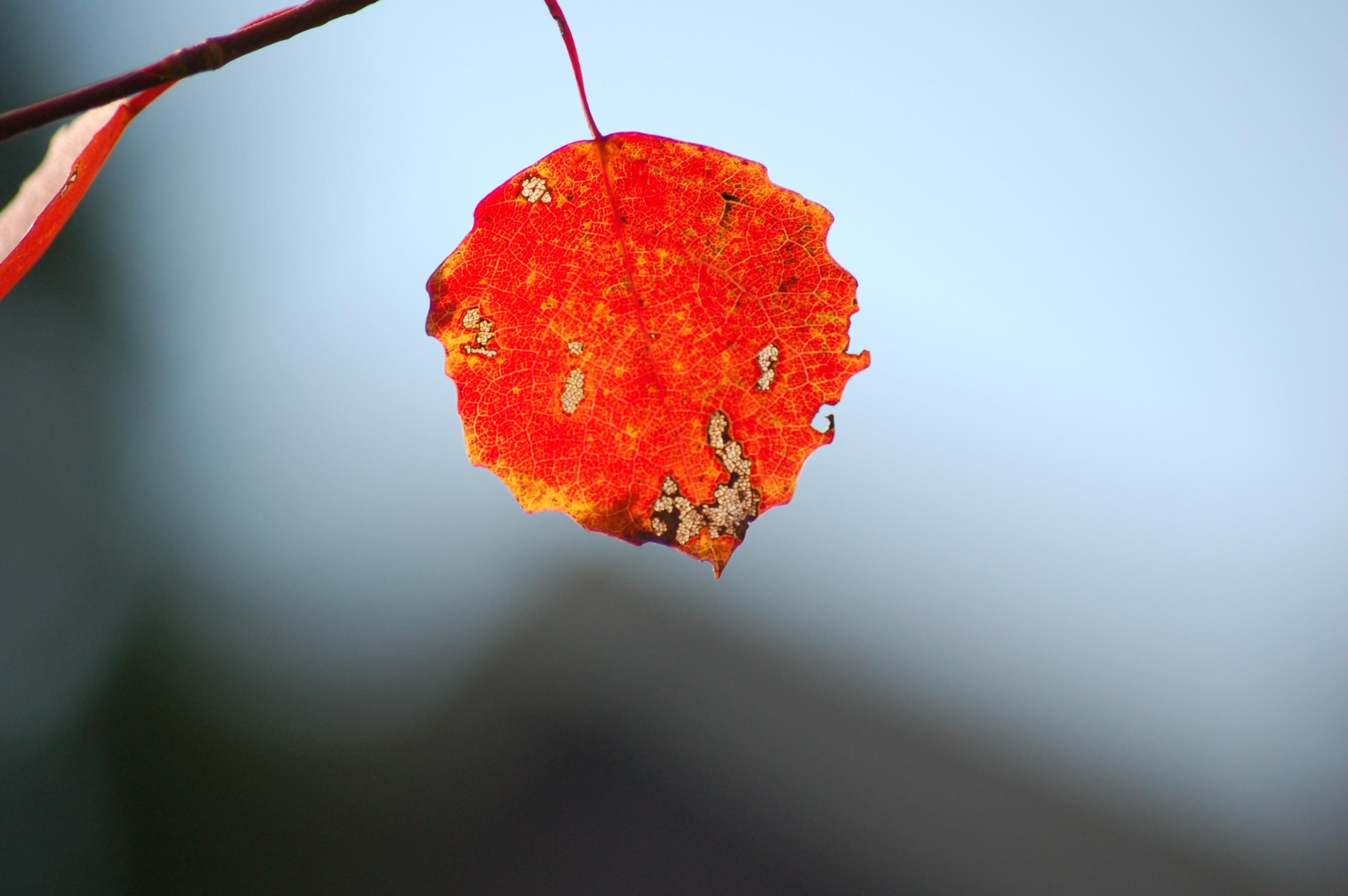
Ett asplöv under hösten
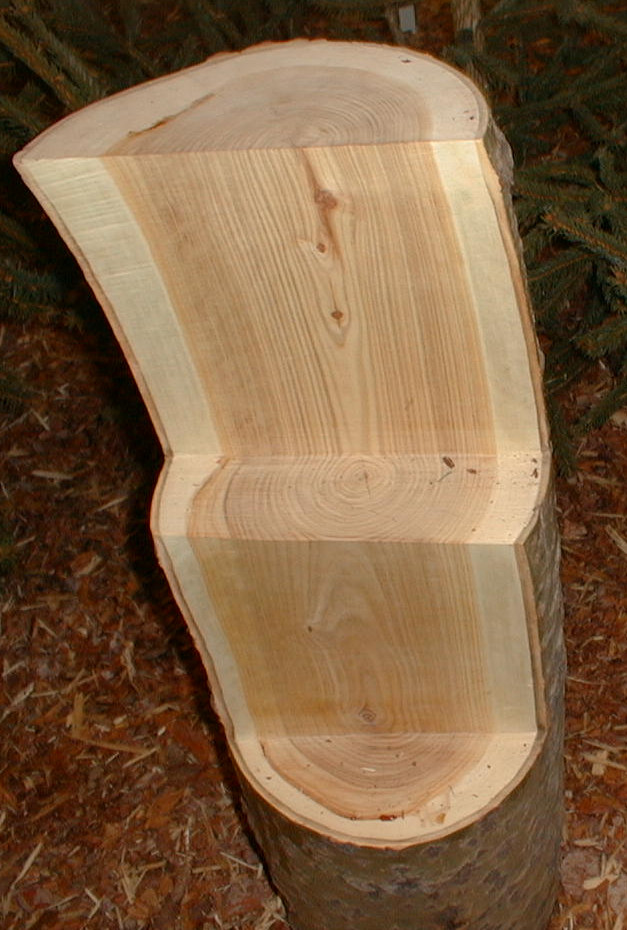
Trä